# Johan Petersson
Johan Petersson (Karlshamn, 29 de marzo de 1973) es un exjugador de balonmano sueco que jugaba como extremo derecho. Fue uno de los componentes de la Selección de balonmano de Suecia con la que disputó 249 partidos internacionales anotando un total de 813 goles.

## Equipos
- IK Sävehof (-1996)
- GWD Minden (1996-1997)
- HSG Nordhorn (1997-2001)
- THW Kiel (2001-2005)
- IF Hallby HK (2005-2008)
- Alingsås HK (2008-2010)
- IFK Kristianstad (2010-2011)

## Palmarés
- Copa EHF 2002, 2004
- Bundesliga 2002, 2005
- Liga de Suecia 2009

## Méritos y distinciones
- Mejor extremo derecho del Campeonato Europeo de Balonmano 1998
- Mejor extremo derecho de la Bundesliga 2001, 2002